# Lopera (kommunhuvudort)
Lopera är en kommunhuvudort i Spanien.   Den ligger i provinsen Provincia de Jaén och regionen Andalusien, i den centrala delen av landet, 280 km söder om huvudstaden Madrid. Lopera ligger 266 meter över havet och antalet invånare är 3 986.
Terrängen runt Lopera är huvudsakligen platt, men söderut är den kuperad. Runt Lopera är det ganska glesbefolkat, med 40 invånare per kvadratkilometer. Närmaste större samhälle är Andújar, 17,7 km nordost om Lopera. Trakten runt Lopera består till största delen av jordbruksmark.